# 구룡초등학교 (경남)
구룡초등학교는 대한민국 경상남도 창녕군 대합면 평지퇴산로 53-2 (신당리)에 있었던 초등학교이다.

## 연혁
- 1935년 4월 10일 창곡공립보통학교 부설 퇴산간이학교 인가
- 1942년 4월 5일 대합제2공립국민학교로 승격
- 1946년 6월 1일 구룡공립국민학교 개칭
- 1982년 3월 5일 병설유치원 개원
- 1996년 3월 1일 구룡초등학교로 개칭
- 1999년 3월 1일 대합초등학교로 병합